# Brownstown (Indiana)
Brownstown is een plaats (town) in de Amerikaanse staat Indiana, en valt bestuurlijk gezien onder Jackson County.

## Demografie
Bij de volkstelling in 2000 werd het aantal inwoners vastgesteld op 2978.
In 2006 is het aantal inwoners door het United States Census Bureau geschat op 3039, een stijging van 61 (2,0%).

## Geografie
Volgens het United States Census Bureau beslaat de plaats een oppervlakte van
3,7 km², geheel bestaande uit land. Brownstown ligt op ongeveer 167 m boven zeeniveau.

## Plaatsen in de nabije omgeving
De onderstaande figuur toont nabijgelegen plaatsen in een straal van 24 km rond Brownstown.